# Bremen Next
Bremen Next (до 31 января 2013 Bremen Vier Next) — молодёжная радиостанция по которой вещает Радио Бремена.

## История
Радиостанция учреждена в 2010 году как веб-канал радио Бремена. Станция позиционировала себя как более динамичная версия Bremen Vier. После перехода на формат радиовещания DAB+ Bremen Vier Next была включена в число четырёх радиостанций Бремена, вещающих в подобном формате, с весны 2012 года. 20 декабря 2012 Bremen Vier Next была запущена в формате DAB+ (канал 7B) на территории всей земли Бремен в тестовом режиме, а с 1 февраля 2013 под названием Bremen Next стала работать и в обычном режиме.